# ۱۹ تازی‌ها
۱۹ تازی‌ها یک ستاره است که در صورت فلکی تازی‌ها قرار دارد.